# Koprivc
Koprivc je priimek v Sloveniji, ki ga je po podatkih Statističnega urada Republike Slovenije na dan 1. januarja 2010 uporabljalo 388  oseb.

## Znani nosilci priimka
- Jak Koprivc (1939—2009), novinar in politik
- Marko Koprivc (*1978), politik
- Stojan Koprivc (1956—2023)